# دوري البريمافيرا 2
دوري البريمافيرا 2 (بالإيطالية: Campionato Primavera 2)‏ والتي تُعرف أيضًا باسم دوري البريمافيرا تيم 2 (بالإيطالية:  Campionato Primavera 2 TIM )‏ بسبب حقوق الرعاية. هي مسابقة كرة قدم للشباب في إيطاليا. تم إنشاؤها في موسم 2017-18 بتقسيم البطولة الوطنية بريمافيرا السابقة إلى بطولتين: دوري البريمافيرا 1 ودوري البريمافيرا 2، وتنظم من قبل رابطة السيريا أي (المسؤولة عن دوري البريمافيرا 1) ورابطة السيريا بي (المسؤولة عن دوري البريمافيرا 2).
في الموسم الأول (2017–18) ، كانت جميع الفرق الـ 16 المشاركة في الدوري هي فرق الشباب تحت سن 19 لأندية الدوري الإيطالي الدرجة الأولى؛ شاركت تلك الفرق في دوري البريمافيرا 1 لموسم 2017-18، بينما الأندية التي لمن تكن فريقها الأول مشاركاً في الدوري الإيطالي الدرجة الأولى؛ شاركت هي بدورها في دوري البريمافيرا 2. وينص نظام البطولة على تأهل بطل ووصيف دوري البريمافيرا 2 إلى دوري البريمافيرا 1.

## الفائزين
| الموسم    | الفائزين         | الفائزين         | الفائزين             |
| الموسم    | المجموعة A       | المجموعة B       | بطل التصفيات النهاية |
| --------- | ---------------- | ---------------- | -------------------- |
| 2018-2019 | نادي بولونيا (1) | نادي بيسكارا     | نادي لاتسيو          |
| 2017-2018 | نادي نوفارا      | نادي باليرمو (1) | نادي كالياري         |